# Yvonand
Yvonand es una comuna suiza del cantón de Vaud, situada en el distrito de Jura-Nord vaudois a orillas del lago de Neuchâtel. Limita al norte con las comunas de Corcelles-près-Concise y Concise, al este con Cheyres (FR) y Rovray, al sur con Molondin, Donneloye y Cronay, al suroeste con Cuarny, al oeste con Villars-Epeney y Cheseaux-Noréaz, y al noroeste con Onnens.
La comuna formó parte hasta el 31 de diciembre de 2007 del distrito de Yverdon, círculo de Molondin.

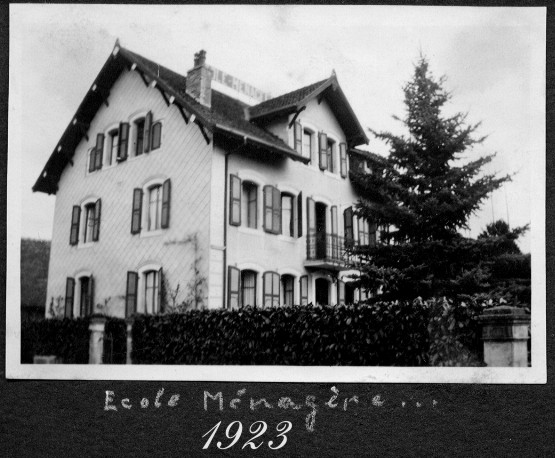
Ecole des ménagères, 1923, Yvonand.

## Transportes
Ferrocarril
Cuenta con una estación ferroviaria en la que efectúan parada trenes regionales.

## Enlaces externos

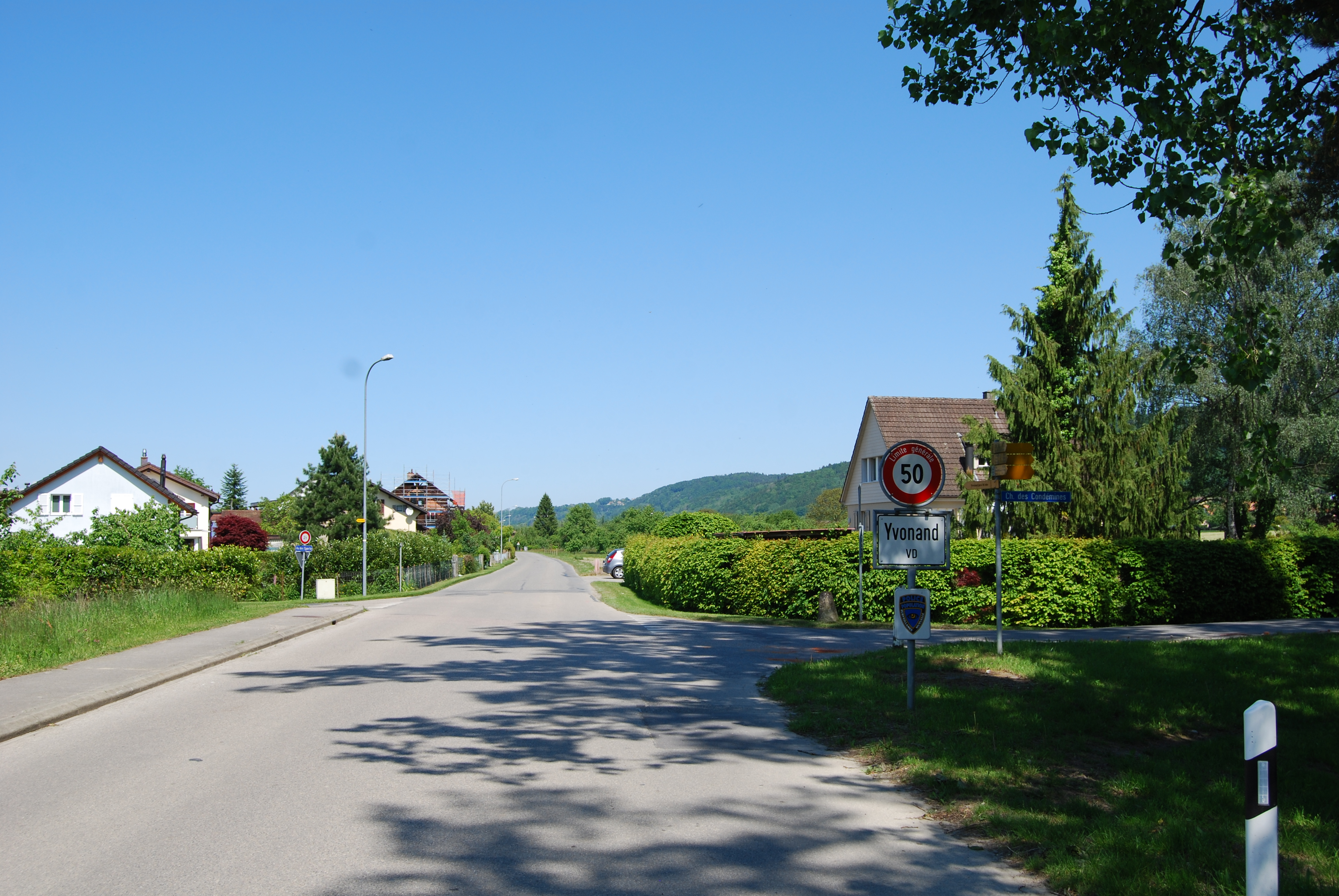
Yvonand